# Timarcha melica
Timarcha melica là một loài bọ cánh cứng trong họ Chrysomelidae. Loài này được Bechyné miêu tả khoa học năm 1947.